# Kościół św. Szczepana w Braunau am Inn
Kościół św. Szczepana (niem. Stadtpfarrkirche St. Stephan) – rzymskokatolicka świątynia parafialna znajdująca się w austriackim mieście Braunau am Inn.

## Historia
Kościół został wzniesiony w latach 1439-1466 według projektu Stephana Krumenauera. W 1492 wmurowano kamień węgielny pod budowę wieży. Podwyższano ją w latach 1635-1646 i 1745-1759, kiedy wzniesiono istniejący do dziś barokowy hełm. W 1779 wydzielono osobną parafię, wcześniej wspólnota podlegała klasztorowi Ranshofen.
20 kwietnia 1889 w tej świątyni ochrzczono Adolfa Hitlera, późniejszego przywódcę III Rzeszy i zbrodniarza wojennego.

## Architektura i wyposażenie
Świątynia późnogotycka, trójnawowa, o układzie halowym, długa na siedem przęseł. Do korpusu nawowego dobudowanych jest dwanaście kaplic bocznych, dzielące je ściany pełnią funkcję przypór. Wieża kościoła ma wysokość 87 metrów i jest szóstą pod względem wysokości wieżą kościelnych w Austrii. Na jej najwyższe piętro prowadzą 192 schody, a w jej wnętrzu zawieszonych jest sześć dzwonów. Prezbiterium zdobi neogotycki ołtarz główny wykonany Georga Schreinera na podstawie projektu Friedricha von Schmidta. Organy pochodzą z 1995 roku, z warsztatu Metzler Orgelbau, do ich budowy wykorzystano elementy prospektu ze starszego instrumentu.

## Galeria

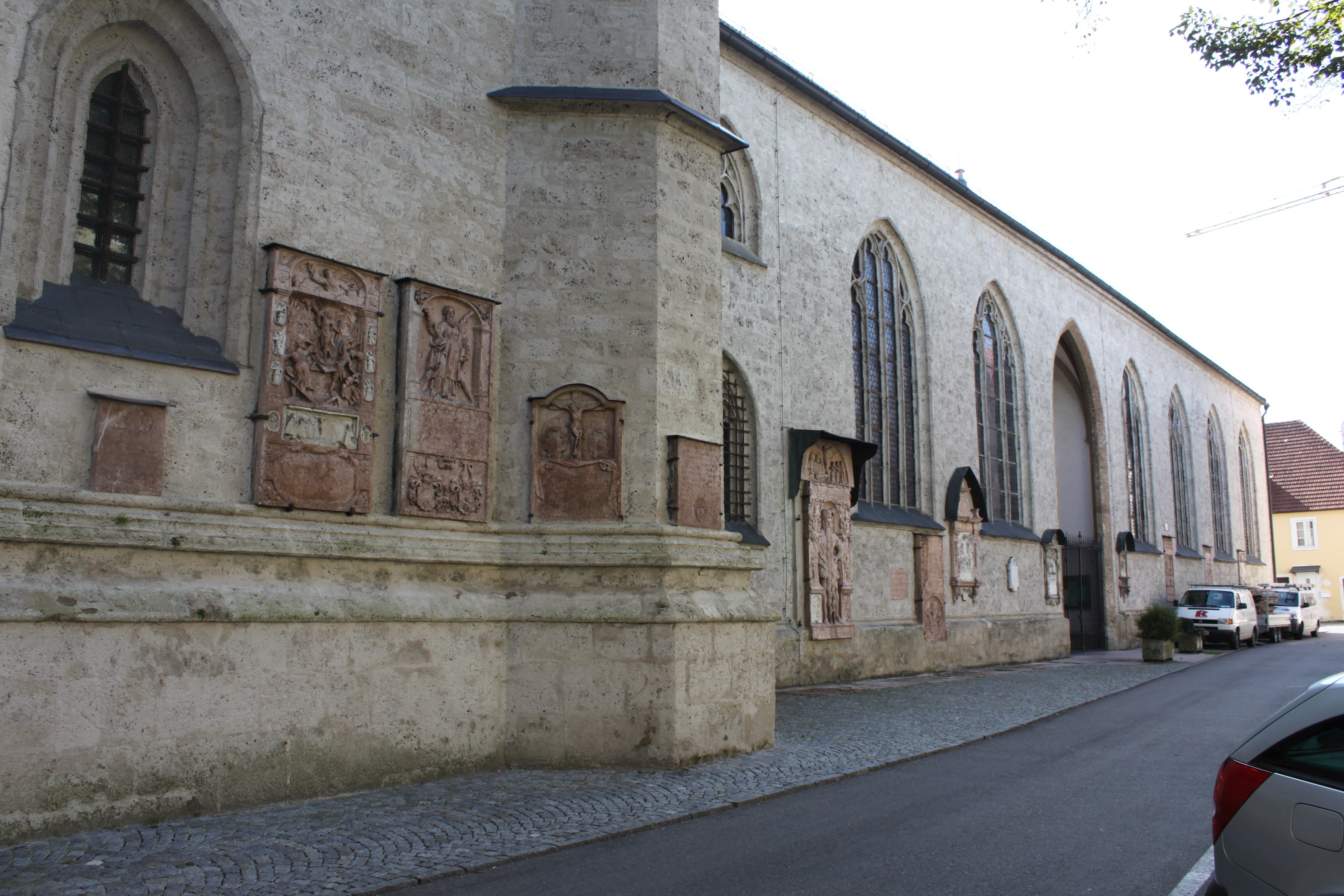
Północna elewacja
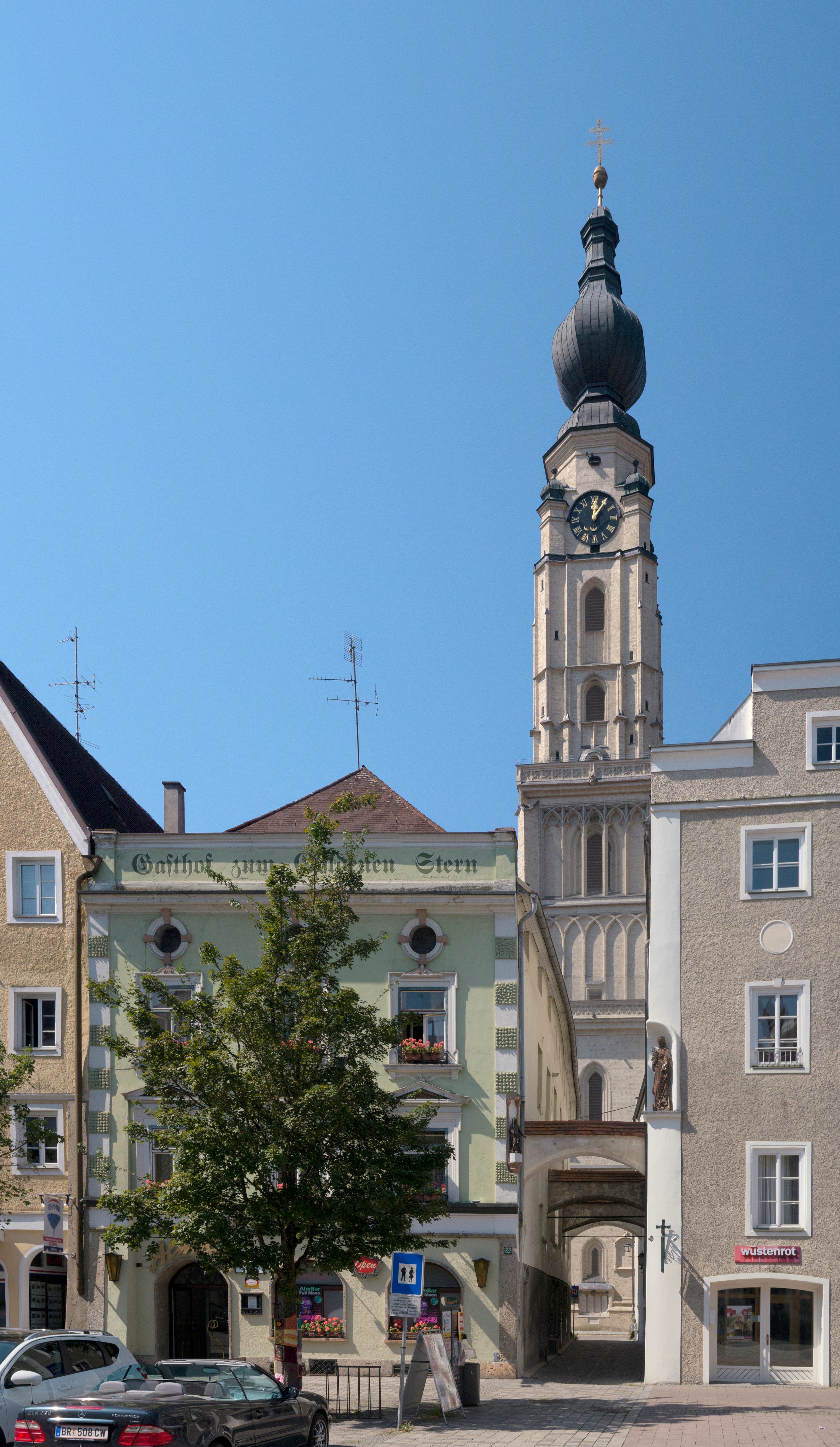
Widok ze Stadtplatzu
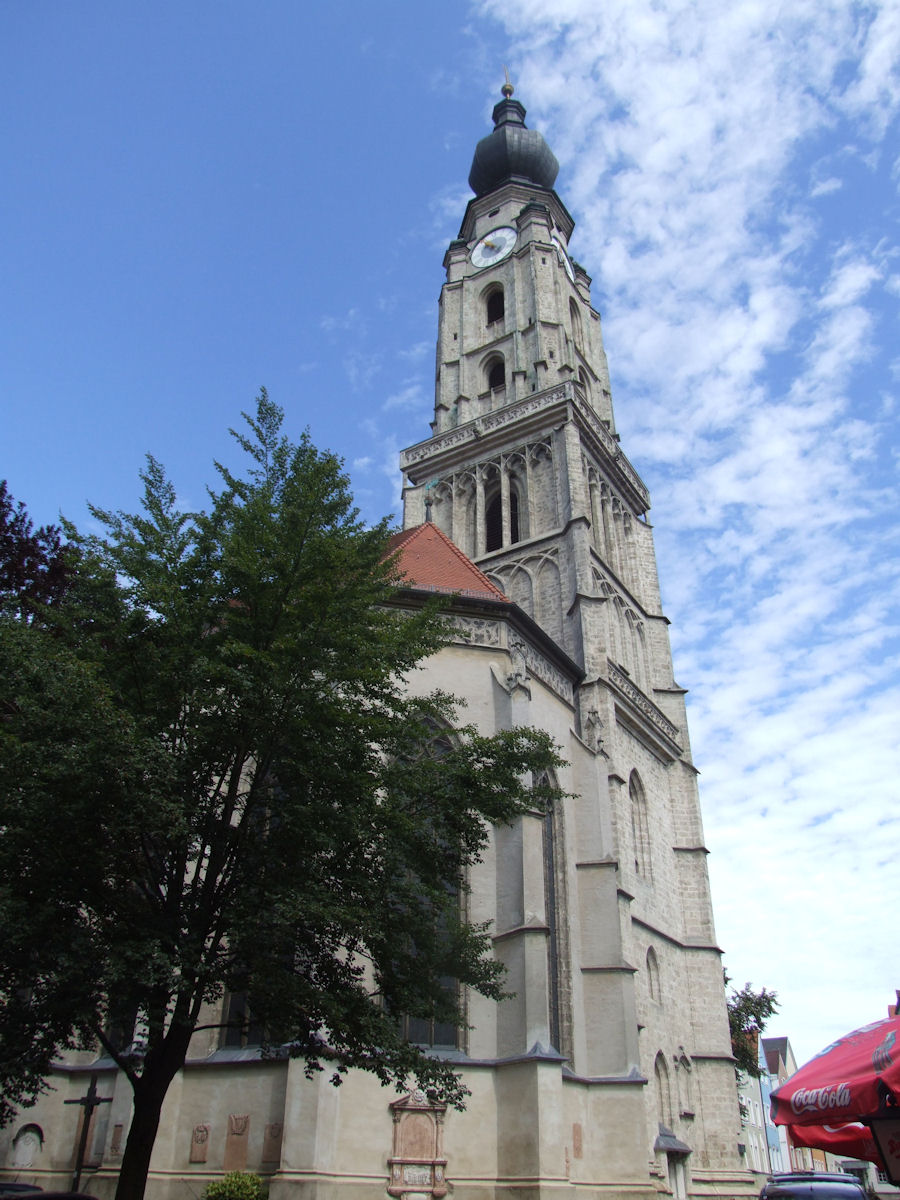
Absyda i wieża
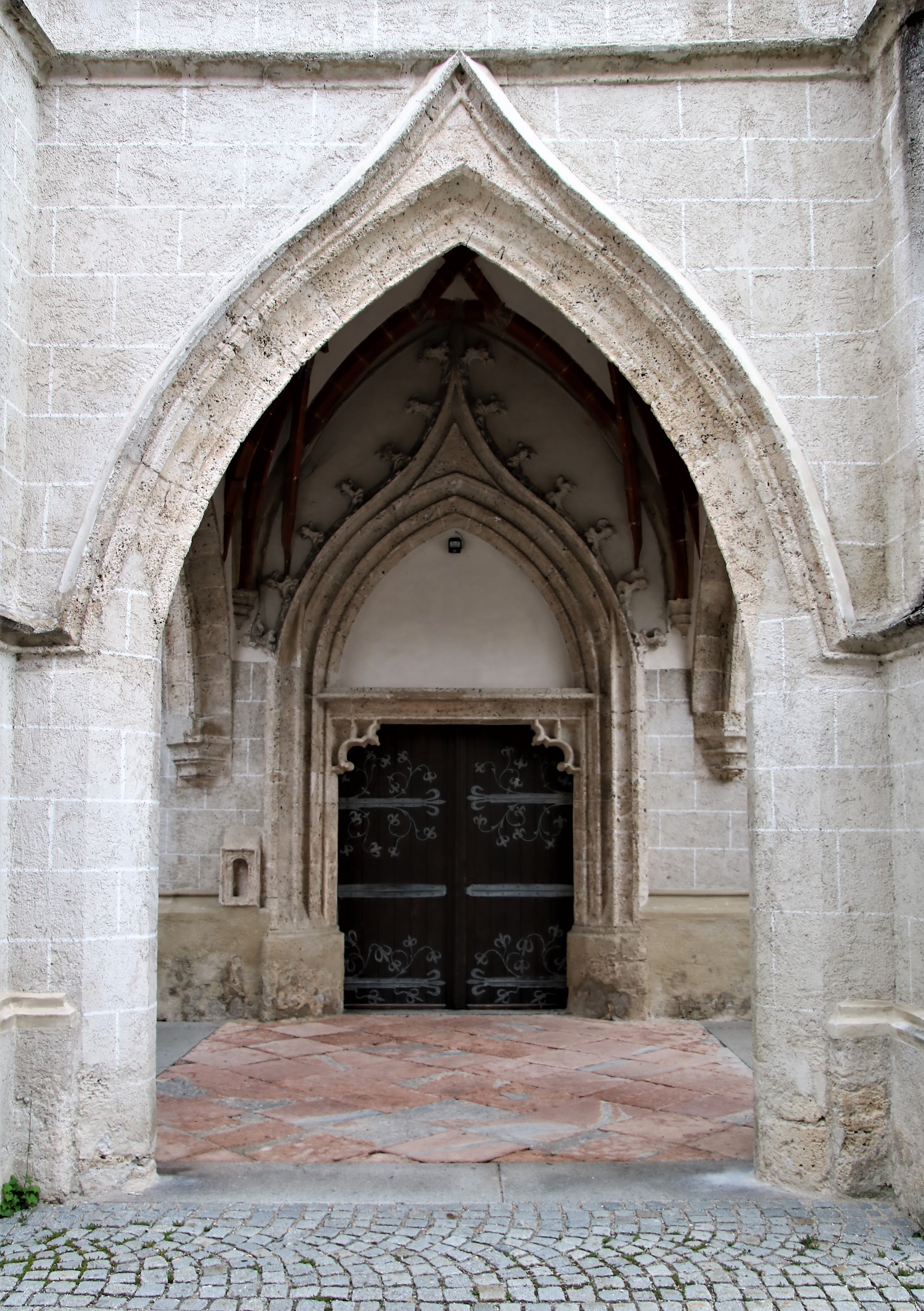
Wejście
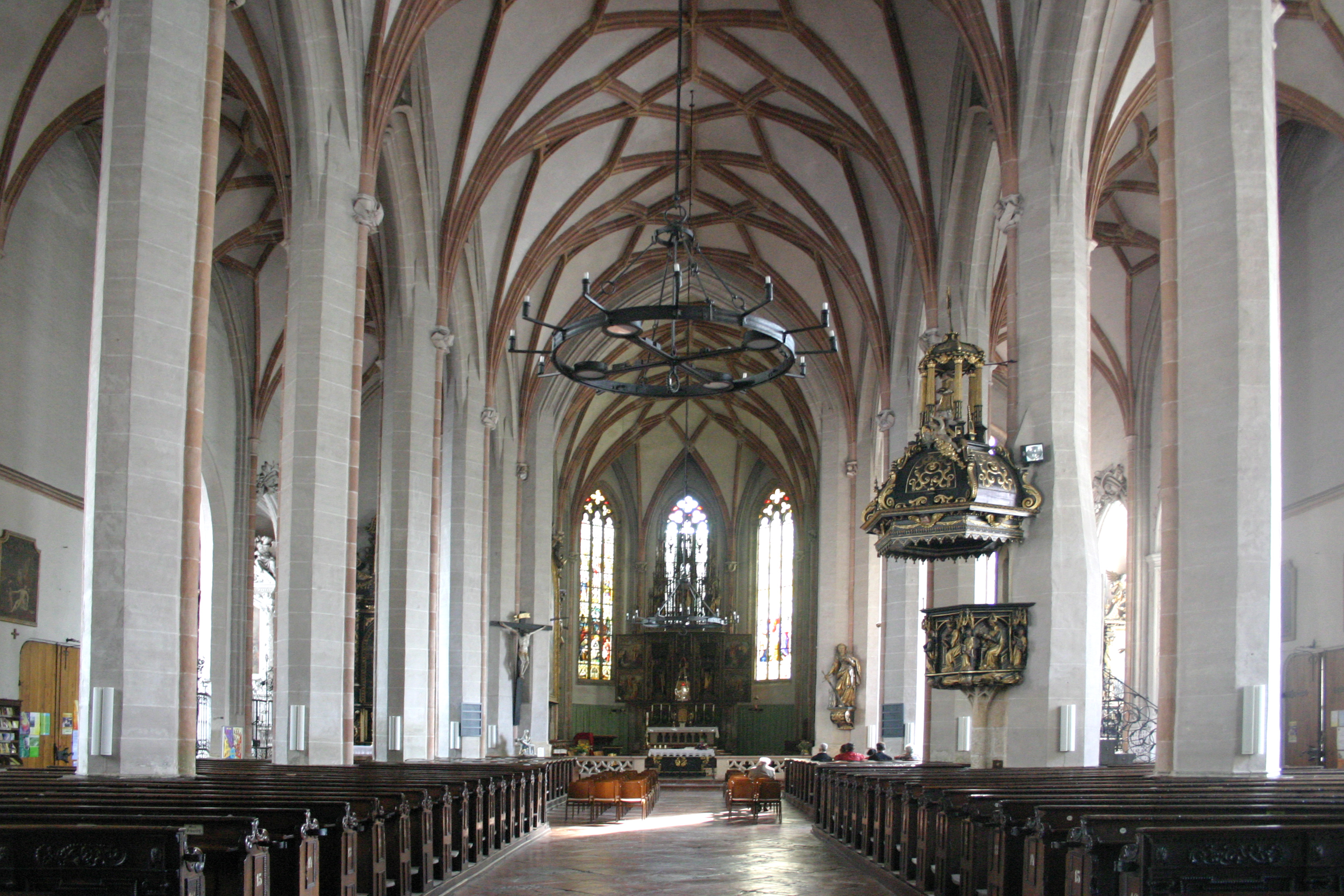
Wnętrze
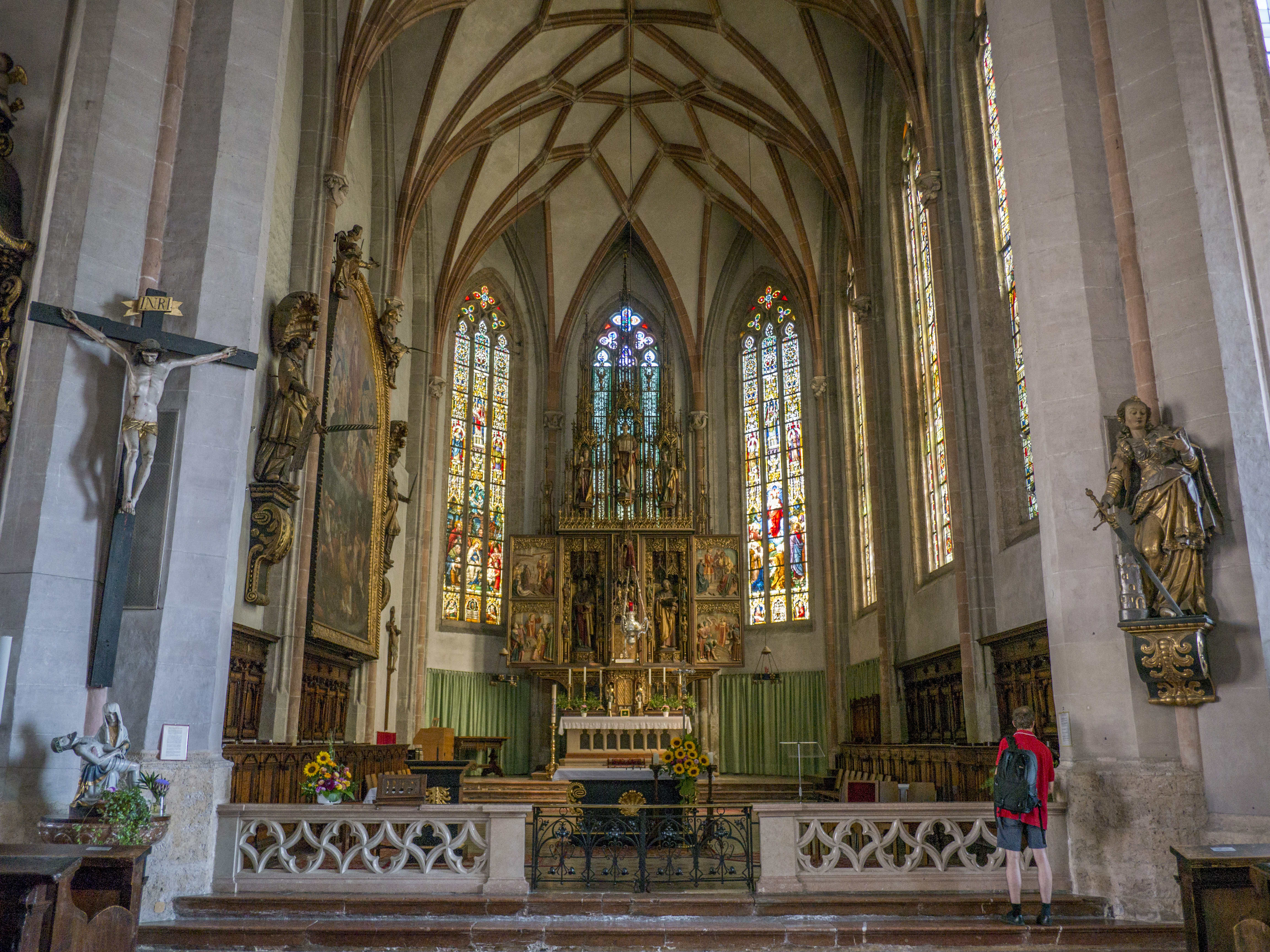
Prezbiterium
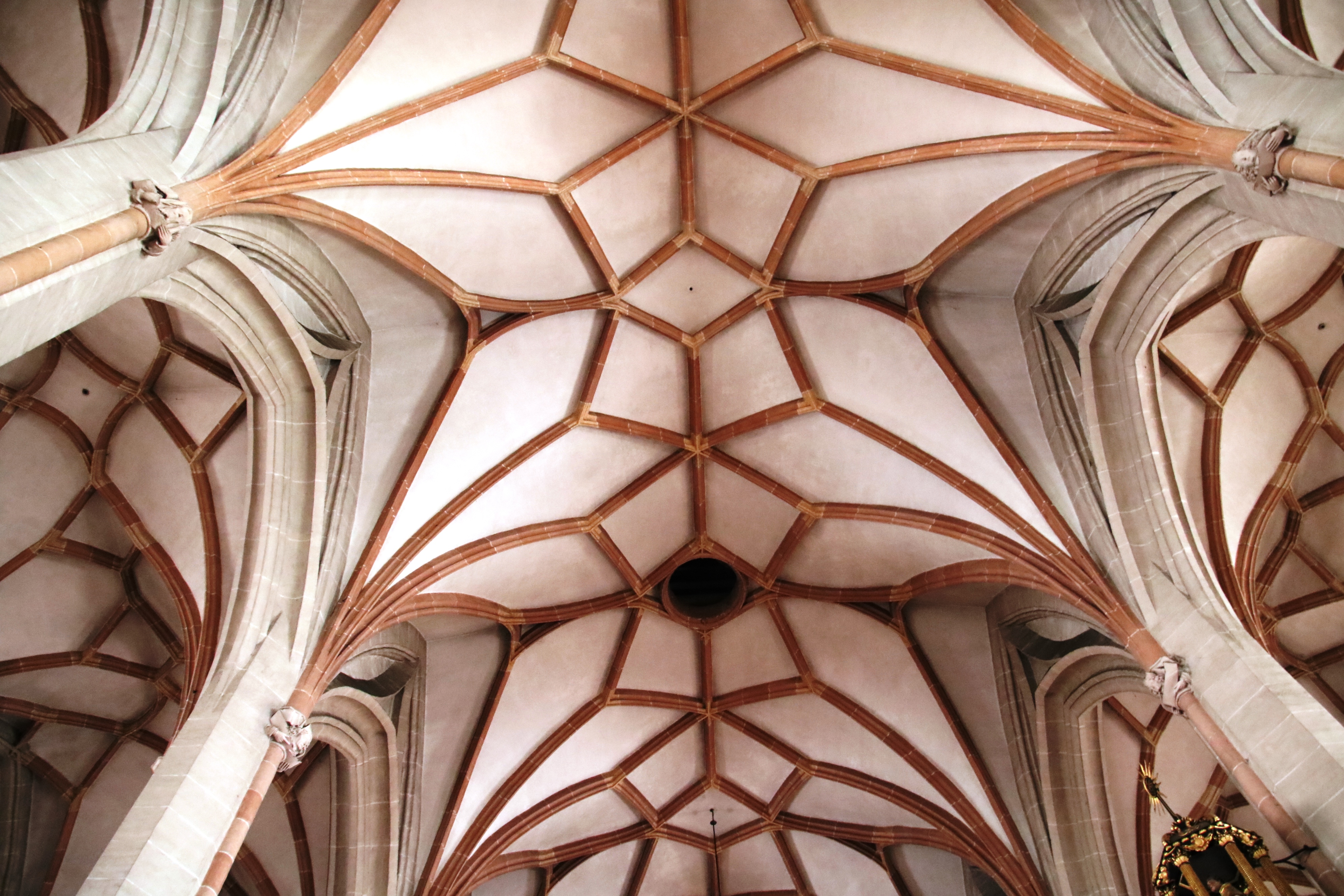
Sklepienie
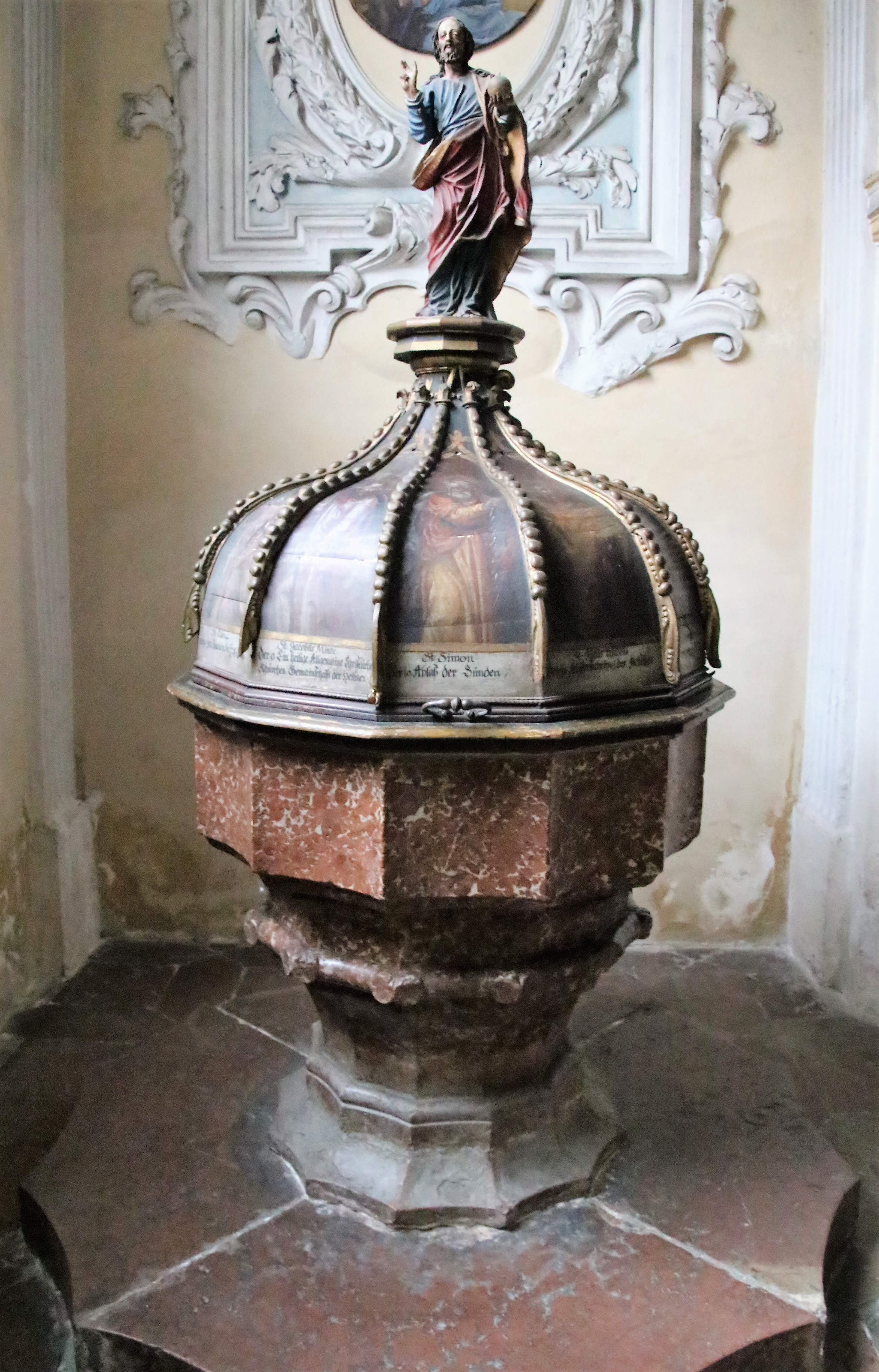
Chrzcielnica
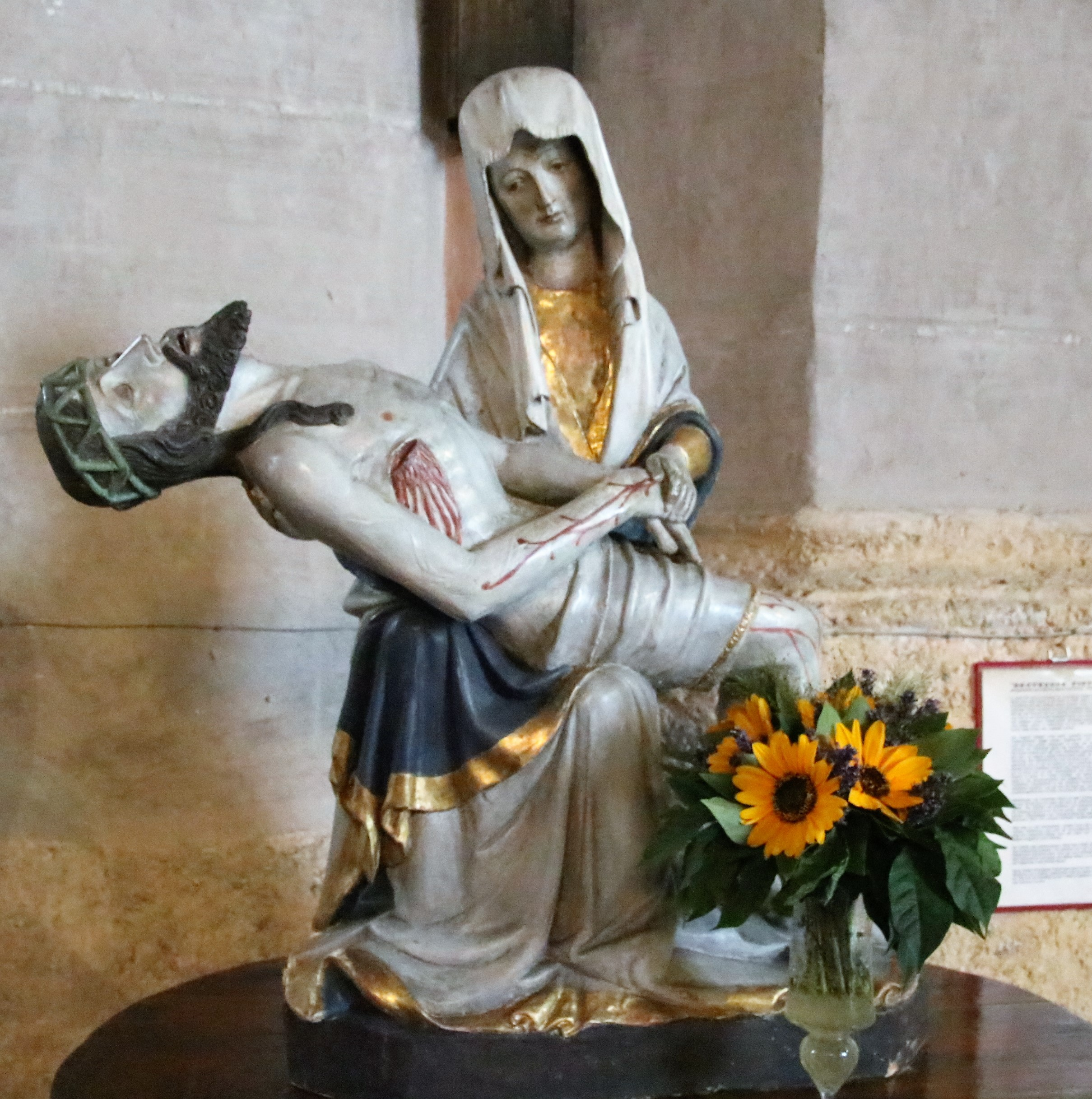
Pietà
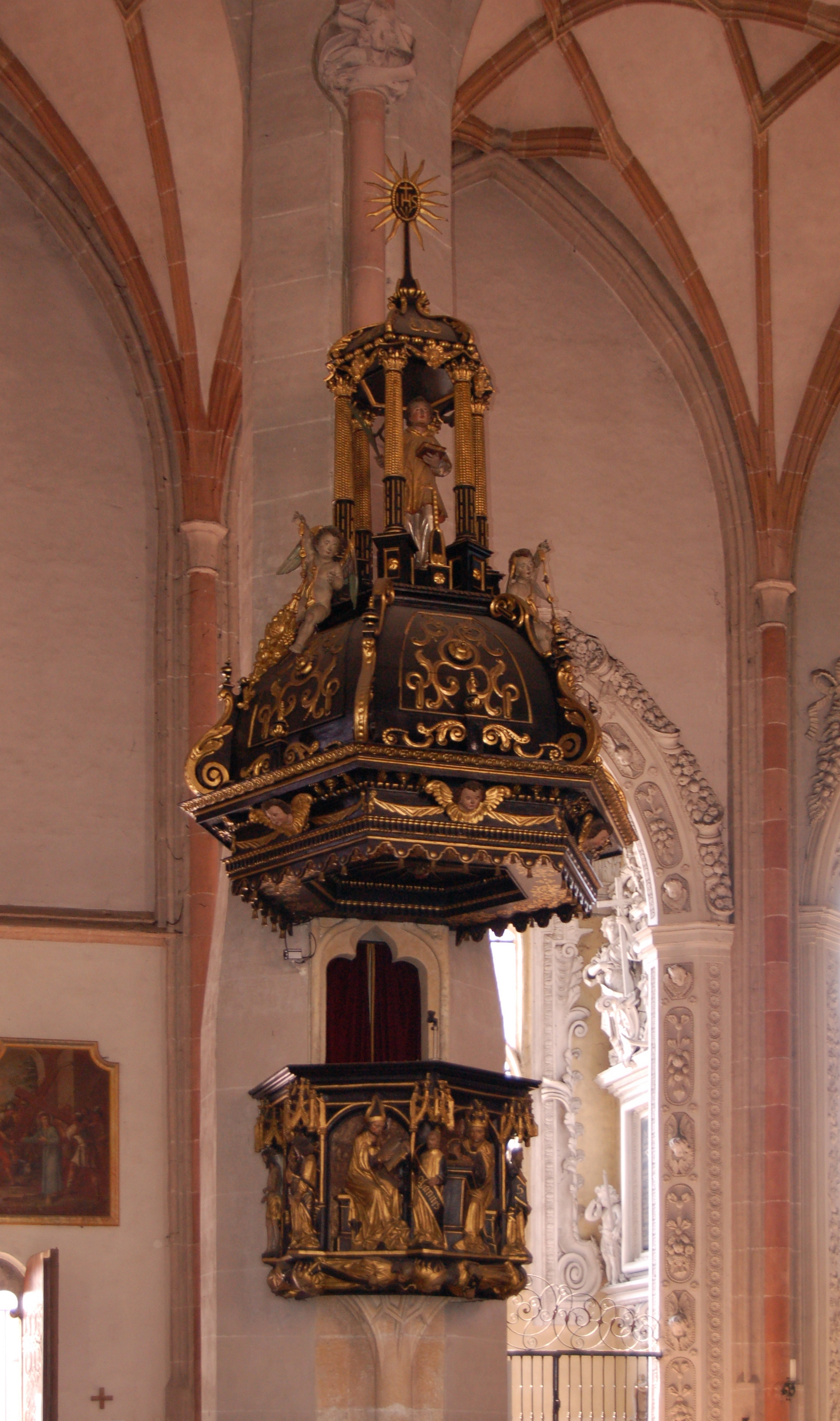
Ambona
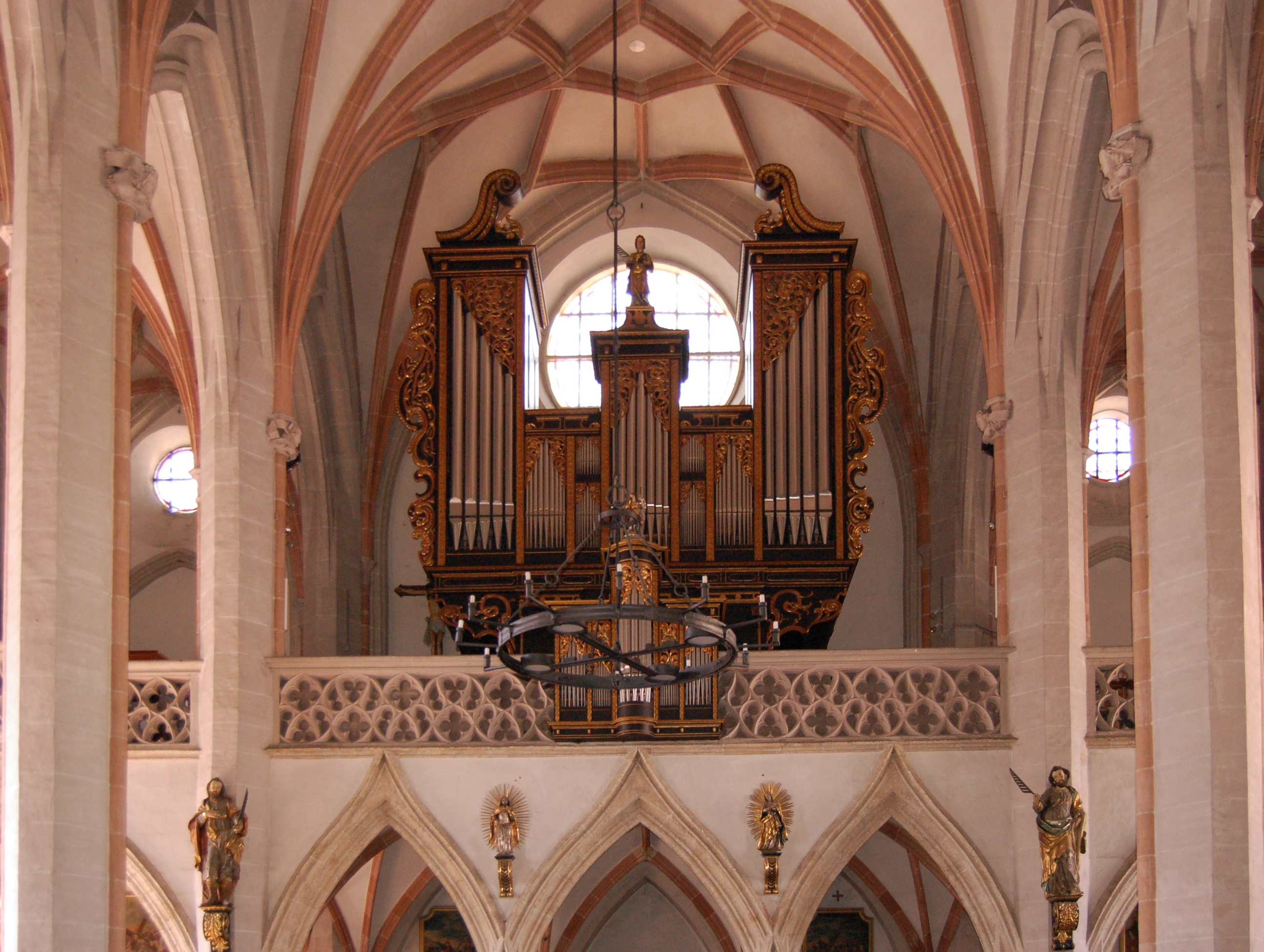
Organy